# Acronicta carola
Acronicta carola är en fjärilsart som beskrevs av Philipps 1898. Acronicta carola ingår i släktet Acronicta och familjen nattflyn. Inga underarter finns listade i Catalogue of Life.